# Paolo Vivio
Paolo Vivio (Roma, 22 agosto 1980) è un doppiatore e attore italiano.

## Biografia
Fratello minore dell'attore e doppiatore Marco Vivio, ha esordito da bambino recitando, proprio al fianco del fratello, come protagonista della miniserie RAI Mio figlio non sa leggere (1984), con Renata Zamengo, Omero Antonutti e Mimsy Farmer. Come doppiatore ha prestato la voce a Dominic Monaghan nell'edizione italiana della trilogia de Il Signore degli Anelli e a Chadwick Boseman nei film del Marvel Cinematic Universe nel ruolo di T'Challa / Black Panther. Per il cinema ha inoltre doppiato Jason James Richter nei primi due capitoli di Free Willy - Un amico da salvare. In televisione ha doppiato Orlando Brown in Raven, Francis Capra in Veronica Mars, Jesse Plemons in Fargo.

## Filmografia
- Mio figlio non sa leggere, regia di Franco Giraldi — miniserie TV (1984)[1]
- I ragazzi della 3ª C, regia di Claudio Risi — serie TV, stagione 3, episodio 7 (1989)
- In camera mia, regia di Luciano Martino (1992)
- Ci hai rotto papà, regia di Castellano e Pipolo (1993)
- Caro maestro, regia di Rossella Izzo — serie TV, episodio 1 (1996)
- Incantesimo 7 — soap opera (2004)

## Teatro
- Santa Maria del Pallone, di Mario Gelardi e Peppe Miale Di Mauro, regia di Pietro Bontempo (2001-2006)[2]
- Quasi per gioco, regia di C. Modica (2003)
- Romeo e Giulietta... paccavano eccome! o Romeo e Giulietta s'amavano eccome, testo e regia di Mimmo Strati, con Alberto Bognanni (2007-2010)[3]
- Cirano dacci una mano (Come si soffia dentro un'anima) di Mimmo Strati e Alberto Bognanni, regia di Mimmo Strati (2010)[4]

## Radio
- La furia di Eymerich, di Valerio Evangelisti, regia di Arturo Villone (Rai Radio 2,  2001)
- 102 minuti a Ground Zero, testo e regia di Massimo Guglielmi (Rai Radio 2, 2002)
- Cleopatra (Rai Radio 2, 2004)
- La storia in giallo (Rai Radio 2, 2004)
- Bonnie & Clyde, di Emilia Costantini, regia di Idalberto Fei (Rai Radio 2, 2005)

## Doppiaggio

### Film
- Chadwick Boseman in Captain America: Civil War, Black Panther, Avengers: Infinity War, Avengers: Endgame, City of Crime, Da 5 Bloods - Come fratelli, Ma Rainey's Black Bottom
- Dominic Monaghan in Il Signore degli Anelli - La Compagnia dell'Anello, Il Signore degli Anelli - Le due torri, Il Signore degli Anelli - Il ritorno del re, Star Wars - L'ascesa di Skywalker
- T. J. Miller in Quell'idiota di nostro fratello, In viaggio con una rock star, Cercasi amore per la fine del mondo, La festa prima delle feste, Ready Player One
- John Cho in American Pie, American Pie 2, American Pie - Il matrimonio, American Pie: Ancora insieme
- Joseph Gordon-Levitt in Angels, Latter Days - Inguaribili romantici, Lincoln
- Jesse Plemons in Il sogno di Calvin, Observe and Report, Antlers - Spirito insaziabile
- Daniel Kaluuya in I segreti della mente, Judas And The Black Messiah,  Nope
- Kyle Sabihy in Terapia e pallottole, Un boss sotto stress
- Domhnall Gleeson in Harry Potter e i Doni della Morte - Parte 1, Harry Potter e i Doni della Morte - Parte 2
- Ben Platt in Voices, Pitch Perfect 2
- Jamal Mixon in Il professore matto, La famiglia del professore matto
- Brian Levinson in Matilda 6 mitica
- Jonathan Tucker in Sleepers
- Bryan Dick in Master & Commander - Sfida ai confini del mare
- Joe Manganiello in Spider-Man
- Adam Gary Sevani in Step Up 2 - La strada per il successo
- Quinton Aaron in The Blind Side
- Nolan Gerard Funk in Hates: House at the End of the Street
- Trevor Morgan in Homeland Security
- Gary 'G. Thang' Johnson in Disaster Movie
- Jareb Dauplaise in Epic Movie
- Ronald Ortiz-Magro ne I tre marmittoni
- Rob Brown in Criminal Activities
- Aaron Pierre in Rebel Ridge
- Mac Miller in Scary Movie V
- Masaki Okada in Confessions
- Brays Efe in Origini segrete
- Mark St. Cyr in The Menu
- Kingsford Sajor in Kadaver
- Dennis Greene in Bad Boys: Ride or Die
- Mateusz Król in Caccia all'eredità
- Jonathan Langdon in Trap
- Derek Johns in Il lupo e il leone
- Javier Rey in Il silenzio della città bianca
- Kenan Thompson in Home Sweet Home Alone - Mamma, ho perso l'aereo
- Jovan Adepo in Babylon
- Noah Segan in Glass Onion: Knives Out
- Inti Sobrado in Trouble
- Stephen Oyoung in Mission: Impossible - The Final Reckoning
- Emmanuel Ohene Boafo in IHostage

### Film d'animazione
- PJ in In viaggio con Pippo
- Louie in We're Back! - 4 dinosauri a New York
- David ne Le nuove avventure di Charlie
- Iticle in Hercules
- Chuck in Aiuto! Sono un pesce
- Katà ne I Roteò e la magia dello specchio
- Sticky Webb in La famiglia Proud - Il film
- Asmar in Azur e Asmar
- Bones in Monster House
- Liam in Giù per il tubo
- Fattorino della pizza in Barnyard - Il cortile
- Strito ne Gli Skatenini e le dune dorate
- Nelson Muntz in I Simpson - Il film
- Shoukichi in Pom Poko
- Art in Monsters University
- Derek in Tarzan
- Itaru "Daru" Hashida in Steins;Gate: The Movie - Load Region of Déjà Vu
- Roberto in Rio 2 - Missione Amazzonia
- Ryan in Il trenino Thomas - Sodor e il tesoro dei pirati
- Norman in Pets - Vita da animali, Pets 2 - Vita da animali
- Bo in Gli eroi del Natale
- Angus in Ferdinand
- Carl in Peng e i due anatroccoli
- Azizi ne Il re leone (2019)
- Raouf in Dov'è il mio corpo?
- Riff in Trolls World Tour
- Heffer ne La vita moderna di Rocko: Attrazione statica
- Dr. Mark Bowman ne I Mitchell contro le macchine
- Wild in Wendell & Wild
- Buford Van Stomm in Phineas e Ferb: Il film - Nella seconda dimensione e in Phineas e Ferb: Il film - Candace contro l'Universo
- Donkey Kong in Super Mario Bros. - Il film
- Alan Ripple in Elemental
- Padre di Orion in Orion e il Buio

### Serie televisive
- Maxi Iglesias in Fisica o chimica, L'ambasciata
- J. D. Williams in The Wire, Blue Bloods
- Uğur Aslan in Endless Love, Segreti di famiglia
- Kellan Lutz in FBI, FBI: Most Wanted
- Ben Savage in Crescere, che fatica!, Girl Meets World
- Keon Alexander in The Expanse, The Night Agent
- Malcolm Barrett in Timeless, Timeless: The Movie
- Haley Joel Osment in Future Man, Mercoledì
- Josh Brener in Silicon Valley, The Last of Us
- Rainn Wilson in The Office
- Robert Buckley in iZombie
- Iddo Goldberg in Salem
- Tahj Mowry in Baby Daddy
- Jason Zimbler in Clarissa
- Luke Mitchell in H2O
- Chris Olivero in Kyle XY
- Beau Mirchoff in Diario di una nerd superstar
- Andrew Lee Potts in Primeval
- Daniel Roesner in Squadra Speciale Cobra 11
- Thomas Dominique in Blood Drive
- Joey Richter in Jessie
- Brando Eaton in Zoey 101
- Orlando Brown in Raven
- Jelani Alladin in The Walking Dead: World Beyond
- John Cho in The Exorcist
- Matt Barr in Walker
- Guy Lockard in Chicago Med
- Don Franklin in Bosch
- Devale Ellis in The Equalizer
- Sean Sagar in NCIS: Sydney
- Hyun Bin in Crash Landing on You
- Ralph Macchio in The Deuce - La via del porno
- Ameer Baraka in Tales of the Walking Dead
- Jay Will in Tulsa King
- Jedidiah Goodacre in The Imperfects
- Lucas Black in NCIS: New Orleans
- Kobie Powell in Lazy Town
- Ryan Broussard in Only Murders in the Building
- Valentín Villafañe ne Il mondo di Patty
- Francìsco Andrade in Champs 12
- Juanlu González in Valeria
- Germán Tripel in Soy Luna

### Serie animate
- Mike e le sue personalità multiple in A tutto reality - La vendetta dell'isola, A tutto reality - All-Stars
- Secco in Strappare lungo i bordi, Questo mondo non mi renderà cattivo
- Nelson Muntz (st. 18+) e James "Secco" Jones (st.15-16) ne I Simpson, Nelson Muntz ne I Griffin (ep.13.1)
- Steve Smith in American Dad!
- Elecamion in In giro per la giungla
- Christopher Robin ne Le nuove avventure di Winnie the Pooh
- Brett Blob e Orfano Albert (ep. 3x09) in Futurama[5]
- Jugo (2ª voce) in Naruto: Shippuden
- Sticky Webb in La famiglia Proud
- Rory Elright in Wicked! - Cattivissimi!
- Mario ne A casa di Gloria
- SPRX-77 in Super Robot Monkey Team Hyperforce Go!
- Andrew "Andy" Larkin in Andy il re degli scherzi
- Tae-o in Z-Girls
- Dex Oyama in MegaMan NT Warrior, MegaMan NT Warrior Axess
- Tobe in Pucca
- Lucien Cramp (2° voce) in I gemelli Cramp
- Darwin in Il mondo di Henry
- Piccolo Fulmine in Yakari
- Edward in Rupert Bear
- Tobey in Word Girl
- Buzz in The Replacements - Agenzia sostituzioni
- Vampiro #1 in American Dragon: Jake Long
- Harold in Hey, Arnold! (2^voce)
- Hurley Kane e Thomas Murdock in Inazuma Eleven
- Ōzō Furuya in Victory Kickoff!! - Sfide per la vittoria
- Enok in Rahan
- Nick in Twipsy
- Alan Crystal in L'uomo invisibile
- Gottardo in Leonardo
- Cliff in World of Winx
- Shusei Kagari in Psycho-Pass
- Tavarish Turbinski in Ultimate Muscle
- Francis (st. 5) in Due fantagenitori
- Hattie Cappellaio matto in Regal Academy
- Buford Van Stomm in Phineas e Ferb
- Hector Flanagan (st. 2-3) e Tyson in Sanjay and Craig
- Sdoppione in Ben 10
- Ned in Kim Possible
- Achi in Victor e Valentino
- Gimsey (ridoppiaggio) in Conan il ragazzo del futuro
- Wolf in Duncanville
- T'Challa in What If...?, Marvel Super Hero Adventures (2^voce)
- Hank Venture in The Venture Bros.
- Walden in Wow! Wow! Wubbzy!
- Herman in The Harveytoons Show
- Nick in Potsworth & Co.

### Videogiochi
- Emile in Ratatouille (2007)
- Nelson Muntz e Pucci ne I Simpson - Il videogioco (2007)[6]
- Art in Disney Infinity (2013)[7]
- Finn in Disney Infinity 3.0 (2015)[8]
- Kapkan in Tom Clancy's Rainbow Six: Siege (2015)
- Rich Mixon in Cars 3 - In gara per la vittoria (2017)[9]

### Programmi televisivi
- Steven Frayne in Dynamo - Magie impossibili